# حمیدرضا ابراری‌نیا
حمیدرضا ابراری‌نیا (زاده ۷ مهر ۱۳۵۷) یک بازیکن فوتسال اهل ایران است.